# Worldwatch Institute
Il Worldwatch Institute è un'organizzazione di ricerca ambientale a livello globale con sede a Washington, D.C.  Worldwatch è stato nominato come uno dei primi dieci centri di ricerca per lo sviluppo sostenibile di Globescan Survey of Sustainability Experts.

## Missione
Attraverso la ricerca e la divulgazione che ispirano l'azione, il Worldwatch Institute lavora per accelerare la transizione verso un mondo sostenibile che soddisfi i bisogni umani. Obiettivi principali dell'Istituto è l'accesso universale alle energie rinnovabili e cibo nutriente, l'espansione dei posti di lavoro compatibili con l'ambiente e lo sviluppo, trasformazione delle culture dal consumismo alla sostenibilità, e una rapida fine alla crescita della popolazione attraverso la gravidanza sana e intenzionale.
Il Worldwatch Institute si propone di informare i responsabili politici e il pubblico circa i legami tra l'economia mondiale e dei suoi sistemi di supporto ambientale. La ricerca condotta dall'Istituto è integrativo o interdisciplinare e di portata globale.
Le priorità dde Worldwatch Institute includono: 
- Costruire un Low-Carbon Energy System che riduce drasticamente l'utilizzo di combustibili fossili e riduce le emissioni di gas a effetto serra.
- Nutrire il Pianeta, ricerche metodi che creano un sistema di produzione alimentare sostenibile che fornisce una dieta sana e nutriente per tutti mentre sostenere la terra, l'acqua e le risorse biologiche da cui dipende la vita. Il progetto ha comportato la pubblicazione di punta del Worldwatch Institute, State of the World 2011: Innovazioni che nutrono il Pianeta[3]
- Trasformare economie, culture e società in modo che soddisfino i bisogni umani, promuove la prosperità, ed è in armonia con la natura.

Worldwatch monitora anche la salute umana, la popolazione, le risorse idriche, la biodiversità, la governance e la sicurezza ambientale.

## Storia
- 1974—Lester Brown fonda l'istituto[5]
- 1975—Prima pubblicazione del Worldwatch Paper .
- 1984—Prima pubblicazione di State of the World[6]
- 1988—World Watch Magazine è stato pubblicato.
- 1992—Vital Signs, Worldwatch's terza serie annuale, è stato premiato.
- 2000—Christopher Flavin è diventato presidente del Worldwatch nel mese di ottobre.
- 2008—Worldwatch ha ospitato il 20 ° anniversario delle audizioni James E. Hansen.
- 2011—Robert Engelman è diventato presidente del Worldwatch nel mese di ottobre.
- 2014—Ed Groark diventato presidente facente funzione ad interim di Worldwatch.

## Pubblicazioni
pubblicazioni Worldwatch Institute, sono stati pubblicati in più di tre dozzine di lingue dai suoi partner globali in 40 paesi. Le pubblicazioni Worldwatch includono:
- The State of the World  Report è una valutazione annuale, di urgenti problemi ambientali globali e le idee innovative proposte e applicate in tutto il mondo per affrontarle.[7]
- Vital Signs tracks social, pubblicacazioni di dati e analisi sulle tendenze ambientali ed economiche.[8]

## Ricercatori attuali e Membri
- Erik Assadourian – Senior Fellow, Environment and Society Program
- Jorge Barrigh – Senior Fellow, Climate and Energy Program
- Kevin de Cuba – Senior Program Manager, Caribbean Program
- Julian Despradel – Senior Fellow, Climate and Energy Program
- Robert Engelman – Senior Fellow, Environment and Society Program
- Christopher Flavin – Senior Fellow, President Emeritus, Climate and Energy Program
- Gary Gardner – Director of Publications, Senior Fellow, Environment and Society Program
- Philip Killeen – Research Assistant, Climate and Energy Program
- Mark Konold – Senior Fellow, Climate and Energy Program
- Haibing Ma – Research Associate, Climate and Energy Program | China Program Manager
- Lisa Mastny – Senior Editor
- Alexander Ochs – Director, Climate and Energy Program
- Tom Prugh – Co-director, State of the World
- Michael Renner – Senior Researcher, Environment and Society Program | Co-Director, State of the World
- Maria Gabriela da Rocha Oliveira – Senior Fellow, Climate and Energy Program
- Preeti Shroff-Mehta – Senior Fellow, India Program
- Anmol Vanamali – Senior Fellow, Climate and Energy Program
- Wanqing Zhou – Research Associate, Food and Agriculture Program